# Liste des centres de rétention administrative en France
La liste des centres de rétention administrative en France est présentée ci-dessous, classée par ordre alphabétique des départements. Il y en a au 25 mars 2012 dans vingt communes métropolitaines et dans trois communes d'outre-mer.
Ils sont tous placés sous la surveillance de la Police nationale.

## Centres actuellement ouverts
| Zone de défense et de sécurité / Outre-mer | Ville                          | Capacité  | Nombre d'ESI placés | Durée moyenne de la rétention (en jours) | Taux d'éloignement (en %) | Trois principales nationalités des ESI placés                |
| ------------------------------------------ | ------------------------------ | --------- | ------------------- | ---------------------------------------- | ------------------------- | ------------------------------------------------------------ |
| Paris                                      | Mesnil-Amelot (CRA 2 et CRA 3) | 120 + 120 | 1 935               | 31                                       | 38,4                      | Algérienne (27,4 %) Marocaine (10,3 %) Tunisienne (8,3 %)    |
| Paris                                      | Paris-Vincennes                | 119 + 116 | 1 923               | 38                                       | 38,9                      | Algérienne (24,5 %) Marocaine (9,9 %) Tunisienne (8,5 %)     |
| Paris                                      | Palaiseau                      | 40        | 278                 | 38                                       | 24,3                      | Algérienne (36,7 %) Marocaine (11,5 %) Tunisienne (9,7 %)    |
| Paris                                      | Plaisir                        | 26        | 254                 | 35                                       | 31,6                      | Algérienne (35,0 %) Marocaine (11,0 %) Tunisienne (7,1 %)    |
| Nord                                       | Coquelles                      | 104       | 1 472               | 22                                       | 37,4                      | Algérienne (21,9 %) Albanaise (17,1 %) Turque (6,5 %)        |
| Nord                                       | Lille-Lesquin                  | 116       | 1 357               | 27                                       | 36,1                      | Algérienne (39,6 %) Marocaine (11,9 %) Tunisienne (8,6 %)    |
| Ouest                                      | Rouen-Oissel                   | 72        | 648                 | 25                                       | 35,5                      | Algérienne (32,1 %) Marocaine (10,8 %) Tunisienne (10,0 %)   |
| Ouest                                      | Rennes                         | 46        | 565                 | 27                                       | 23,5                      | Algérienne (30,8 %) Marocaine (13,1 %) Tunisienne (11,5 %)   |
| Sud-Ouest                                  | Toulouse-Cornebarrieu          | 126       | 1 479               | 22                                       | 27,9                      | Algérienne (40,5 %) Marocaine (15,3 %) Tunisienne (10,5 %)   |
| Sud-Ouest                                  | Hendaye                        | 30        | 351                 | 29                                       | 33,4                      | Algérienne (36,5 %) Marocaine (21,1 %) Tunisienne (6,6 %)    |
| Sud-Ouest                                  | Bordeaux                       | 20        | 256                 | 28                                       | 31,2                      | Algérienne (45,0 %) Marocaine (16,8 %) Tunisienne (10,9 %)   |
| Sud                                        | Nîmes                          | 126       | 983                 | 33                                       | 23,2                      | Algérienne (39,5 %) Tunisienne (21,6 %) Marocaine (16,3 %)   |
| Sud                                        | Marseille                      | 136       | 807                 | 35                                       | 34,0                      | Algérienne (51,3 %) Tunisienne (17,6 %) Marocaine (9,7 %)    |
| Sud                                        | Nice                           | 40        | 630                 | 27                                       | 12,3                      | Tunisienne (34,4 %) Algérienne (29,5 %) Marocaine (7,8 %)    |
| Sud                                        | Perpignan                      | 60        | 491                 | 28                                       | 27,9                      | Algérienne (44,2 %) Marocaine (21,0 %) Tunisienne (12,4 %)   |
| Sud                                        | Sète                           | 28        | 308                 | 26                                       | 17,9                      | Algérienne (39,3 %) Tunisienne (16,6 %) Marocaine (15,6 %)   |
| Sud-Est                                    | Lyon-Saint-Exupéry 1           | 140       | 801                 | 26                                       | 38,7                      | Algérienne (45,4 %) Tunisienne (12,7 %) Marocaine (7,0 %)    |
| Sud-Est                                    | Lyon-Saint-Exupéry 2           | 140       | 1 337               | 30                                       | 51,5                      | Algérienne (38,4 %) Tunisienne (10,6 %) Albanaise (8,7 %)    |
| Est                                        | Metz-Queuleu                   | 98        | 1 059               | 21                                       | 52,4                      | Algérienne (20,5 %) Marocaine (8,9 %) Afghane (8,2 %)        |
| Est                                        | Strasbourg-Geispolsheim        | 34        | 469                 | 23                                       | 49,8                      | Algérienne (32,0 %) Afghane (15,8 %) Marocaine (8,5 %)       |
| Outre-mer                                  | Pamandzi (Mayotte)             | 136       | 28 180              | inc.                                     | 86,8                      | inc.                                                         |
| Outre-mer                                  | Cayenne (Guyane)               | 45        | 1 421               | 3                                        | 33,3                      | Haïtienne (41,6 %) Brésilienne (27,8 %) Guyanienne (9,2 %)   |
| Outre-mer                                  | Les Abymes (Guadeloupe)        | 40        | 352                 | 8                                        | 55,8                      | Haïtienne (38,3 %) Dominiquaise (34,0 %) Dominicaine (9,3 %) |
| Outre-mer                                  | Le Chaudron (La Réunion)       | 8         | 40                  | 7                                        | 80,6                      | Sri-lankaise (45,0 %) Comorienne (37,5 %) Malgache (7,5 %)   |

## Centres prévus
En 2023, le projet de loi LOPMI prévoit le doublement des places de rétention par rapport à 2017 avec un objectif de 3 000 places à l'horizon 2027 et des constructions de nouveaux CRA à Dijon, Béziers, Aix/Luynes, Dunkerque, Goussainville, Nantes, Oissel et Mayotte.

## Anciens centres
Bouches-du-Rhône
- Port de Marseille, bassin d'Arenc, porte C, hangar 3, Marseille, ouvert vers 1962, remplacé en 2006 par le CRA du Canet[2],[3] (voir l'article Affaire d'Arenc pour plus de détails).

Haute-Garonne
- Site 1 : 38, chemin du Prat-Long, 31000 Toulouse (fermé par arrêté du 27 juillet 2009).

Gironde
- Commissariat de police, 87, rue Abbé-de-l'Épée, Bordeaux.

Moselle
- Quartier Desvallières, rue de la Ronde, 57050 Metz-devant-les-Ponts (fermé par arrêté du 27 juillet 2009).

Pyrénées-Orientales
- Route d'Opoul, Rivesaltes.

Haut-Rhin
- Direction départementale de la police aux frontières, 8, rue des Trois-Lys, Saint-Louis.

Paris
- Site de Vincennes 2 : École nationale de police de Paris, avenue de l’École-de-Joinville, 75012 Paris.

Seine-Maritime
- Commissariat de police, 9, rue Brisout-de-Barnevilles, Rouen.

Yvelines
- Hôtel de police, 19, avenue de Paris, Versailles.

Hauts-de-Seine
- Préfecture, 167-177, avenue Joliot-Curie, Nanterre.

Seine-Saint-Denis
- Commissariat de police, 362, rue Paul Vaillant-Couturier, Bobigny.

Guyane
- Aéroport de Rochambeau, Cayenne.

Martinique
- Hôtel de police, 14, lotissement du Petit-Manoir, Le Lamentin.

### Documentation
Arrêté donnant la liste des centres actuellement ouverts
- Arrêté du 28 janvier 2011 pris en application de l'article R. 553-1 du code de l'entrée et du séjour des étrangers et du droit d'asile.

- [PDF] Les camps d'étrangers en Europe et dans les pays européens, carte par le réseau Migreurop, datée de 2005